# 티베리우스 게멜루스
티베리우스 게멜루스 (Tiberius Gemellus, 서기 19년 10월 10일 – 37/38년)라고도 알려진, 티베리우스 율리우스 카이사르 네로(Tiberius Julius Caesar Nero)는 드루수스와 리빌라의 아들이자, 티베리우스 황제의 손자 및 칼리굴라 황제의 친척이다. '게멜루스'(Gemellus)는 쌍둥이를 뜻하는 별칭이다. 그의 쌍둥이 형제 게르마니쿠스 게멜루스는 서기 23년 어린 나이에 사망하였다. 그의 아버지와 나이 많은 친척이 죽고 나서, 이 두 명은 권신자이던 친위 대장 세야누스에 의해 계획적으로 제거한 것이 아니나냐는 동시대 사료들로부터 의심을 샀다. 이들이 제거되면서 게멜루스와 칼리굴라는 티베리우스가 35년에 공동 후계자로 지목할 수 밖에 없었고, 이 결정은 칼리쿨라가 권력을 장악하고 게멜루스를 37년 말 또는 38년 초에 살해(또는 자결 강요)하게 하는 결과로 이어졌다.

## 배경
게멜루스는 그의 숙부인 게르마니쿠스가 시리아에서 죽은 날과 동일한, 서기 19년 10월 10일에 드루수스 율리우스 카이사르와 리빌라의 아들로 태어났다. 그의 조부모는 티베리우스 황제와 그의 아내인 빕사니아 아그리피나 황후이고, 외조부모는 네로 클라우디우스 드루수스 장군과 안토니아 미노르였다. 그는 게르마니쿠스 게멜루스와 쌍둥이 형제이자 누이인 율리아의 남동생이었다. 게멜루스와 쌍둥이 형제의 탄생은 로마 역사상 드루수스만큼이나 고위 신분의 사람에게 쌍둥이가 처음으로 태어난 사건이라며 티베리우스에게 축복을 받았고, 주화의 뒷면에 기념되기도 했다. 그의 쌍둥이 형제는 아직 어린 아이였던 23년 때 사망했다.
율리우스-클라우디우스 왕조의 일가로서, 게멜루스는 율리우스-클라우디우스가 출신 황제들 다섯 모두와 가까운 친족이었다. 아버지쪽으로, 그는 티베리우스 황제의 손자였고, 그의 양증조부는 로마 제국의 시조 아우구스투스였다. 어머니쪽으로, 그는 아우구스투스의 조카 손자인 클라우디우스의 조카였고, 칼리굴라의 친척이며 네로의 종질이었다.

## 생애

### 친척들의 몰락

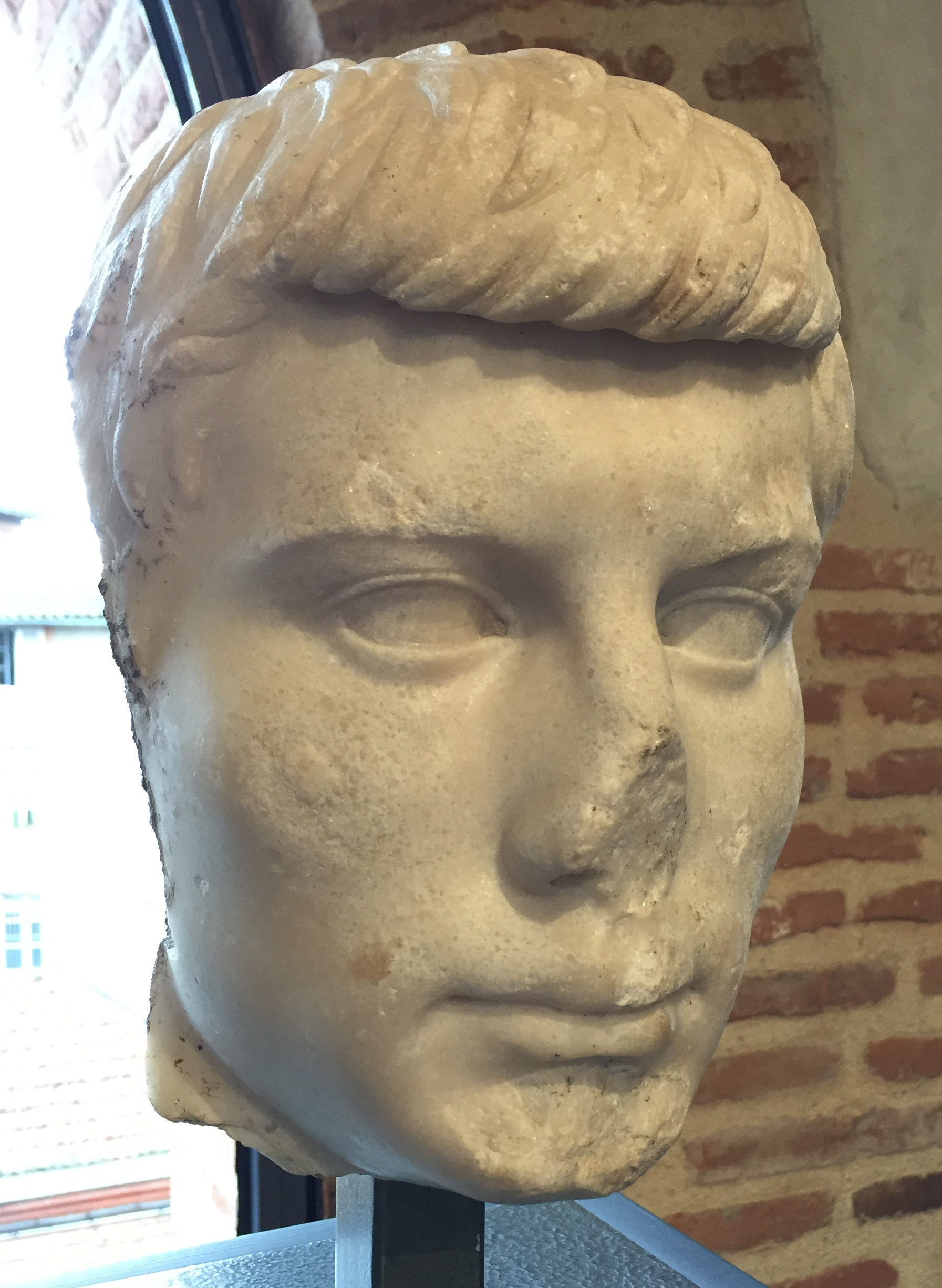
서기 30년에 제작된, 게멜루스로 추정되는 로마의 흉상.

22년 봄에, 그의 아버지 드루수스는 원로원으로부터  티베리우스의 후계자임을 명백히 나타내는 신호라고 할 수 있는 '트리부니카 포테스타스' (호민관의 권한)를 부여받았다. 그러나, 다음 해는 그의 아버지에게 있어 전환점이었는데, 당시에 강력한 권신이었던 프라이펙투스 프라이토리오 루키우스 아일리우스 세야누스와 그의 불화가 정점에 다다랐다. 타키투스의 기록 상에서, 세야누스는 자신의 지위를 확고히 하기 위하여 드루수스에 대한 음모를 꾸미기 시작하였다고 한다. 23년 9월 14일에, 그의 아버지는 자연사 원인으로 사망하였다. 카시우스 디오와 타키우스에 의하면, 그의 아버지는 세야누스의 명령으로 아내인 리빌라에 의해 독살되었다고 한다. 정확한 사망 원인은 불분명하다.
그의 아버지의 죽음은 티베리우스에게 엄청난 충격을 줬을 뿐만 아니라 원수정의 미래도 뒤흔들어 놓았다. 티베리우스는 여전히 세야누스를 신뢰하였고 어느 의심도 하지 않았다. 게멜루스가 너무나 어렸기에, 티베리우스는 게르마니쿠스한테서 종손인 네로와 드루수스를 입양하였고, 원로원에 이들을 소개하였다. 네로는 5년 앞서 재무관에 임명되었고 후계자가 될 가능성이 있었던 가문 간의 결합을 위하여 게멜루스의 자매인 리비아와 혼인하였다. 그러나, 이 둘 그 누구도 테베리우스의 뒤를 잇지 못하였다.
26년경, 티베리우스 황제는 정치적 업무에서 손을 때고 카프리섬으로 물러났으며, 제국에 대한 관리를 당시에 나머지 황제 일가의 사람들을 제거하기 시작한 세야누스에게 맡겼다. 28/29년에, 네로는 동성애 혐의로 원로원에 고발되었고 이 이유로 그는 폰차섬으로 유배되었다. 게르마니쿠스의 아들 드루수스는 팔라티노 언덕에 있던 황궁의 지하 감옥에 감금되었고, 이곳에서 얼마 안 되어 아사하였다. 네로는 유배 중 33년에 사망했다. 수에토니우스가 전하길 티베리우스는 게르마니쿠스의 아들들인 네로와 드루스스를 대가로 하여 친손자인 게멜루스의 계승을 확정짓도록 세야누스를 부추겼다고 한다.
세야누스는 권력을 유지하다가 31년 10월에 그의 갑작스러운 몰락과 즉결 처형을 당했으며, 이에 대한 정확한 사유는 미재로 남아 있다. 31년 10월 26일, 남편이 죽은 지 8일 만에, 세야누스의 아내 아피카타도 자결을 하였다. 카시우스 디오에 따르면, 그녀는 "당신의 아들은 그의 아내인 리빌라와 그녀의 연인 세야누스에게 살해당했다"라고 하는 황제에게 서신 하나를 남겼다. 이 이야기는 경계해서 보아야 할 필요가 있다. 바버라 레빅은 세야누스가 자기 방어 차원에서 드루수스를 죽였는데 프라이펙투스 프라이토리오 및 그의 생애 끝이 드루수스 손에 달려 있었기 때문이었다고 한다. 추가적으로 그녀는 리빌라가 자녀들에게 있어 핵심적이었던 그녀의 가정 파괴에 연루되었을 가능성은 낮다고 보았다. 레빅은 아피카타의 고발을 남편이 자신을 두고 다른 여자에게 떠난 것에 대한 보복일 뿐이라며 일축하였다.

### 계승
친척들의 죽음은 게멜루스 그리고 친척 형인 가이우스 카이사르 (칼리굴라)의 중요성을 키웠다. 황제 계승에 관한 공식적인 방법이 없었기에,티베리우스가 몹시나 어린 후계자가 황제의 정치적 권력을 취할 수 있게 하는 유일한 방법은 후계자에게 로마 국가 정부가 상당 수 의존하고 있던 그의 재산을 물려주는 것이었다. 수에토니우스에 의하면, 티베리우스는 가이우스에 대하여 불신을 품고 있었지만 그는 게멜루스에 대해서는 그가 어머니가 간통을 저질러 태어난 자식이라 믿었기에 혐오심을 갖고 있었다. 게멜루스의 어린 나이는 칼리굴라가 앞서는 또 다른 요소였으며, 칼리굴라는 33년에 법무관을 지낸 바 있었다. 티베리우스는 35년 카프리섬으로 둘을 호출하였고, 이 둘을 자신의 재산에 대한 공동 상속인으로 삼았다. 타키투스는 이들이 카프리에 있는 동안, 티베리우스는 게멜루스를 품에 안은 채 눈물을 흘리며 칼리굴라를 바라보며 말했다:
만약 너가 그를 해한다면, 또 다른 누군가가 너를 해할 것이다 Annals VI.46

티베리우스는 37년 3월 16일에 사망했고, 칼리굴라는 황제가 되었다. 그는 친위대장인 마크로와 37년 당시 집정관들의 도움으로 티베리우스의 유언을 무효로 이뤄내는데 성공하였고, 이에 따라 게멜루스에게 분할되었을 티베리우스의 전 재산을 모두 상속하게 되었다. 게멜루스는 공식적으로 '토가 비릴리스'(어른의 토가)를 부여받았고, 칼리굴라에게 입양됐고, 프라트레스 아르발레스에 입단되었고, '프린켑스 유벤투티스'(젊은이들의 지도자) 직위를 수여받았다. 젊은이들이 토가를 착용하고 군역을 수행할 수 있게 됨을 나타내는 공공 행사인 그의 '티로키니움'(tirocinium)은 37월 7월에 열렸고, 75 데나리우스의 '콩기아리움을 칼리굴라는 모든 시민들에게 돌렸다. 타키투스 및 수에토니우스 등의 그가 이 시기에도 여전히 어린 아이였다고 하는 평가들은, 사실 그가 당시에 실제로는 18세였지만, 그의 정신적 발전을 나타내는 것일 수도 있다. 이는 그가 일찍이 어른의 토가를 받지 못한 것을 설명할 것이다.
게멜루스의 입양이 칼리굴라의 후계자로서 공식적인 인정 및 승인을 의미한 것일 수도 있다. 필론은 이 행위에 대해 아마 티베리우스의 유언을 무효시키려는 것과 더불어 게멜루스를 칼리굴라의 '파트리아 포테스타스'(아버지의 권한)하에 두는 모든 행위에 대해 원로원을 납득시키려는 술책으로 보았다. 게멜루스를 입양하는 행위는 칼리굴라에게 입양 문제를 해결할 시간을 가져다 주었다.

### 죽음
칼리굴라가 병을 앓은 다음, 게멜루스는 37년 말 또는 38년 초에 사형에 처한다. 카시우스 디오는 그의 죽음과을 칼리굴라의 장인 어른인 마르쿠스 유니우스 실라누스을 37년 말이라고 하였다. 프라트레스 아르발레스 내 이들의 대체자는 38년 5월 24일까지 발견되지 않았고, 그는 게멜루스가 칼리굴라의 질병에서 무언가 이득을 기다렸을 것이라 설명하였다. 필론에 의하면, 칼리굴라의 게멜루스 사형에 대한 거짓된 이유가 음모였다고 주장하였다. 수에토니우스는 게멜루스가 만성적인 지병으로 약을 복용했었고, 그 약의 냄새 때문에, 독극물에 대한 해독제를 복용하는 것이라는 혐의를 삼게 되었다. 그는 칼리굴라로부터 자결 명령을 받았고, 병사들은 그에게 칼 한 자루를 쥐어주며 그를 자결을 도와야 했는데, 그 이유는 그가 자결하는 방법을 알지 못했기 때문이라고 한다.
디오는 게멜루스가 칼리굴라의 죽음을 기도하고 고대했다는 이유로 기소됐다는 점을 주목하였다. 역사가 앤서니 배럿은 게멜루스가 칼리굴라가 아픈 기간에 비정치적 행사에서 칼리굴라를 대신하였고 그의 숙부인 클라우디우스가 제전에서 칼리굴라를 대신했다는 점을 주시하였다. 그는 칼리굴라는 게멜루스가 그의 이름으로 한 모든 것을 편집증적 시선을 갖고 바라보았다고 주장하였으며 그럼에도 게멜루스의 유일하게 이름이 알려진 조력자 (어느 정도 칼리굴라와 공동 통치가 있어야 한다 생각)는 이집트의 총독 아울루스 아빌리우스 플라쿠스뿐이었다.
칼리굴라에 의해 그의 죽음에 대한 어떠한 언급도 원로원에서 이뤄지지 않았고, 게멜루스의 무덤은 칼리굴라와의 입양에 대해 언급하지 않고 있다: 틀:Verse translation

## 참고 묺헌

### 1차 사료
- Cassius Dio, Roman History Books 58–59, English translation
- Philo, Against Flaccus, English translation
- Suetonius, Lives of the Twelve Caesars, Life of Caligula, Latin text with English translation
- Suetonius, Lives of the Twelve Caesars, Life of Tiberius, Latin text with English translation
- Tacitus, Annals, II–VI, English translation

### 2차 사료
- Adams, Geoff W. (2007), 《The Roman Emperor Gaius "Caligula" and His Hellenistic Aspirations》, BrownWalker Press, ISBN 9781599424231
- Barrett, Anthony A. (2002), 《Caligula: The Corruption of Power》, Routledge, ISBN 9781134609888
- Bingham, Sandra J. (1999) [1997], 《The praetorian guard in the political and social life of Julio-Claudian Rome》, Ottawa: National Library of Canada, ISBN 0612271064, 2017년 3월 1일에 원본 문서 (PDF)에서 보존된 문서, 2007년 5월 23일에 확인함
- Gianakos, Larry James (1981), 《Television drama series programming: a comprehensive chronicle, 1975-1980, Volume 3》, Scarecrow Press
- Burns, Jasper (2007), 《Great Women of Imperial Rome: Mothers and Wives of the Caesars》, Routledge, ISBN 978-0415408974
- Levick, Barbara (1966), 《Drusus Caesar and the Adoptions of A.D. 4》, Latomus, Société d'Études Latines de Bruxelles, 227–244쪽
- Levick, Barbara (1999), 《Tiberius the Politician》, Routledge, ISBN 0-415-21753-9
- Rowe, Greg (2002), 《Princes and Political Cultures: The New Tiberian Senatorial Decress》, University of Michigan Press, ISBN 0472112309
- Scullard, H.H. (1982), 《From the Gracchi to Nero: A History of Rome 133 BC to AD 68》 fif판, Routledge, ISBN 0-415-02527-3
- Shotter, David (2014), 《Rome and Her Empire》, Routledge, ISBN 9781317881421